# Bobbie Friberg da Cruz
Bobbie Friberg da Cruz (nacido el 16 de febrero de 1982) es un exfutbolista profesional sueco que jugó como defensor.
Ha jugado para IFK Mariehamn en Finlandia, IFK Norrköping y GAIS en Suecia, Randers en Dinamarca, y Kongsvinger en Noruega. Su hermano Johan Friberg da Cruz también es un jugador de fútbol profesional. Su padre es de origen caboverdiano, y ambos hermanos han sido invitados a la selección nacional de Cabo Verde.

## Carrera en clubes
Da Cruz jugó para GAIS desde que tenía 16 años. Después de ser parte del primer equipo durante siete años, da Cruz firmó un contrato de cuatro años con el equipo de la Superliga danesa Randers FC; fue presentado el 22 de junio de 2008 y debutó el 1 de marzo en el derbi contra AGF. Da Cruz jugó los 90 minutos completos. Randers ganó el partido 2–1. Posteriormente hizo otras 11 apariciones en la temporada 2008-09.
El 29 de enero de 2010, se alcanzó un acuerdo entre Randers y el club noruego Kongsvinger para que da Cruz fuera cedido por un año. Tanto Randers como el propio da Cruz sintieron que no había cumplido con las expectativas durante su primer año en Dinamarca, y que un traslado al fútbol noruego podría ser beneficioso. Kongsvinger era un recién ascendido a la primera división noruega, la Tippeligaen, en 2010, habiendo conseguido el ascenso en 2009. El 1 de febrero de 2011, da Cruz anunció que se trasladaría al IFK Norrköping, que jugaba en la Allsvenskan. Firmó un contrato de tres años con el club de la primera división sueca. En 2014, Friberg da Cruz dejó IFK Norrköping para unirse a IFK Mariehamn en la Veikkausliiga. Se retiró al final de 2017.
El 8 de abril de 2020, Da Cruz, de 38 años, salió de su retiro para unirse al club División 4 sueco FC Nacka Iliria. En 2021, jugó para FC Södrasidan.

## Honores
IFK Mariehamn
- Veikkausliiga: 2016[7]